# Saison 1 de Shameless
Chronologie
Saison 2
Cet article présente le guide des épisodes de la première saison de la série télévisée  Shameless.

## Distribution

### Acteurs principaux
- William H. Macy (VF : Julien Kramer) : Francis "Franck" Gallagher
- Emmy Rossum (VF : Anne Tilloy) : Fiona Gallagher
- Jeremy Allen White (VF : Thierry D'Armor) : Phillip "Lip" Gallagher
- Cameron Monaghan (VF : Rémi Caillebot) : Ian Gallagher
- Emma Kenney (VF : Kelly Marot) : Deborah "Debbie" Gallagher
- Ethan Cutkosky (VF : Lionel Cecilio) : Carl Gallagher
- Shanola Hampton (VF : Ilana Castro) : Veronica "Vee" Fisher
- Steve Howey (VF : Olivier Augrond) : Kevin "Kev" Ball
- Justin Chatwin (VF : Franck Lorrain) : Steve Wilton/Jimmy Lishman
- Brennan Kane Johnson et Blake Alexander Johnson : Liam Gallagher
- Laura Slade Wiggins (VF : Marie Nonnenmacher) : Karen Jackson
- Joan Cusack (VF : Michèle Brulé) : Sheila Jackson

### Acteurs récurrents
- Amy Smart : Jasmine
- Pej Vahdat : Kash
- Tyler Jacob Moore (en) : Tony Markovich
- Joel Murray : Eddie Jackson
- Jane Levy : Mandy Milkovich
- Madison Davenport : Ethel
- Marguerite Moreau : Linda
- Noel Fisher : Mikhailo "Mickey Milkovich
- Chloe Webb : Monica Gallagher
- Michael Patrick McGill : Tommy
- Kerry O'Malley : Kate
- Dennis Boutsikaris : Professeur Hearst
- Missy Doty (ru) : Jess, la serveuse lesbienne du Alibi Room
- Dennis Cockrum : Terry Milkovich
- Jim Hoffmaster : Kermit
- Vanessa Bell Calloway : Carol Fisher

## Liste des épisodes

### Épisode 1:Les Gallagher
- États-Unis : 9 janvier 2011 sur Showtime
- Canada : 10 janvier 2011 sur The Movie Network[1]
- France : 
  - 15 septembre 2011 sur Canal+[2]
  - 4 avril 2013 sur Numéro 23 [3]
- Belgique : 17 février 2012 sur Be Séries
- Québec : 23 février 2012 sur AddikTV[4]

- États-Unis : 982 000 téléspectateurs[5] (première diffusion)

### Épisode 2:Frank le branque
- États-Unis : 16 janvier 2011 sur Showtime
- Canada : 17 janvier 2011 sur The Movie Network
- France : 
  - 22 septembre 2011 sur Canal+
  - 4 avril 2013 sur Numéro 23
- Belgique : 17 février 2012 sur Be Séries
- Québec : 1er mars 2012 sur AddikTV

- États-Unis : 810 000 téléspectateurs[6] (première diffusion)

### Épisode 3:Trafic de vieilles
- États-Unis : 23 janvier 2011 sur Showtime
- Canada : 24 janvier 2011 sur The Movie Network
- France : 
  - 29 septembre 2011 sur Canal+
  - 11 avril 2013 sur Numéro 23
- Belgique : 24 février 2012 sur Be Séries
- Québec : 8 mars 2012 sur AddikTV

- États-Unis : 903 000 téléspectateurs[7] (première diffusion)

### Épisode 5:Les trois font la paire
- États-Unis : 6 février 2011 sur Showtime
- Canada : 7 février 2011 sur The Movie Network
- France : 
  - 13 octobre 2011 sur Canal+
  - 18 avril 2013 sur Numéro 23
- Belgique : 2 mars 2012 sur Be Séries
- Québec : 22 mars 2012 sur AddikTV

- États-Unis : 953 000 téléspectateurs[9] (première diffusion)

### Épisode 6:Carl la menace
- États-Unis : 13 février 2011 sur Showtime
- Canada : 14 février 2011 sur The Movie Network
- France : 
  - 20 octobre 2011 sur Canal+
  - 18 avril 2013 sur Numéro 23
- Belgique : 2 mars 2012 sur Be Séries
- Québec : 29 mars 2012 sur AddikTV

- États-Unis : 1,01 million de téléspectateurs[10] (première diffusion)

### Épisode 7:Viande froide
- États-Unis : 20 février 2011 sur Showtime
- Canada : 14 février 2011 sur The Movie Network
- France : 
  - 27 octobre 2011 sur Canal+
  - 25 avril 2013 sur Numéro 23
- Belgique : 9 mars 2012 sur Be Séries
- Québec : 5 avril 2012 sur AddikTV

- États-Unis : 1,14 million de téléspectateurs[11] (première diffusion)

Lip et Ian volent le contenu d'un camion réfrigéré et trouvent plein de viande fraiche.
Frank est traqué par deux voyous pour une affaire qui s'est mal passée, et il doit rembourser. La famille Gallagher aide Frank à feindre sa propre mort pour convaincre les voyous de quitter la ville. Toute sa famille l'aide à se faire passer pour mort grâce à un traitement de cheval. Avant de l'enterrer, les enfants mettent de la viande fraiche dans le cercueil.Steve emmène Fiona dans un hôtel de luxe pour l'éloigner de sa famille et du stress du travail mais elle a du mal à se  défaire de toutes ses occupations. Linda, la gérante de l'épicerie, installe des caméras de surveillance à Cash-n-Grab. Kash trouve une idée pour coucher avec Ian sans se faire prendre, ils bougent une caméra pour l'orienter ailleurs, ce qui leur laisse le champ libre, mais un petit incident a lieu et filme la relation entre les deux garçons. Et Linda tombe dessus...

### Épisode 8:Sobriété
- États-Unis : 27 février 2011 sur Showtime
- Canada : 28 février 2011 sur The Movie Network
- France : 
  - 3 novembre 2011 sur Canal+
  - 25 avril 2013 sur Numéro 23
- Belgique : 9 mars 2012 sur Be Séries
- Québec : 12 avril 2012 sur AddikTV

- États-Unis : 923 000 téléspectateurs[12] (première diffusion)

### Épisode 9:Les indemnités de la discorde
- États-Unis : 6 mars 2011 sur Showtime
- Canada : 7 mars 2011 sur The Movie Network
- France : 
  - 10 novembre 2011 sur Canal+
  - 2 mai 2013 sur Numéro 23
- Belgique : 16 mars 2012 sur Be Séries
- Québec : 19 avril 2012 sur AddikTV

- États-Unis : 1,14 million de téléspectateurs[13] (première diffusion)

### Épisode 10:Un  père et passe
- États-Unis : 13 mars 2011 sur Showtime
- Canada : 14 mars 2011 sur The Movie Network
- France : 
  - 17 novembre 2011 sur Canal+
  - 2 mai 2013 sur Numéro 23
- Belgique : 16 mars 2012 sur Be Séries
- Québec : 26 avril 2012 sur AddikTV

- États-Unis : 1,12 million de téléspectateurs[14] (première diffusion)

Le test de paternité de Liam révèle des résultats différents de ceux attendus.
Monica réunit toute sa famille et une dispute éclate, tout ne se passe pas comme prévu. On apprend qu'un des enfants n'est pas l'enfant de Franck. 

### Épisode 11:À la recherche du papa perdu
- États-Unis : 20 mars 2011 sur Showtime
- Canada : 21 mars 2011 sur The Movie Network
- France : 
  - 23 novembre 2011 sur Canal+
  - 9 mai 2013 sur Numéro 23
- Belgique : 23 mars 2012 sur Be Séries
- Québec : 3 mai 2012 sur AddikTV

- États-Unis : 1,10 million de téléspectateurs[15] (première diffusion)

Une mère d'élève de la classe de Debbie se prend d'amitié avec Fiona, une relation ambiguë qui la laisse confuse. Les magouilles de Steve conduisent finalement Tony à enquêter sur lui, ce qui pousse Tony à donner un ultimatum à Steve : se rendre à la police et prendre deux ans de prison ou partir et tout abandonner sans dire aurevoir à Fiona.

### Épisode 12:Au nom des pères
- États-Unis : 27 mars 2011 sur Showtime
- Canada : 28 mars 2011 sur The Movie Network
- France : 
  - 30 novembre 2011 sur Canal+
  - 9 mai 2013 sur Numéro 23
- Belgique : 23 mars 2012 sur Be Séries
- Québec : 10 mai 2012 sur AddikTV

- États-Unis : 1,16 million de téléspectateurs[16] (première diffusion)

## Audiences aux États-Unis
| N° d'épisode | Titre français                            | Titre original                                  | Chaîne   | Date de diffusion originale | USA (en millions de téléspectateurs) |
| ------------ | ----------------------------------------- | ----------------------------------------------- | -------- | --------------------------- | ------------------------------------ |
| 1            | Les Gallagher                             | Pilot                                           | Showtime | 13 janvier 2011             | 0,98                                 |
| 2            | Frank le branque                          | Frank the Plank                                 | Showtime | 20 janvier 2011             | 0,81                                 |
| 3            | Trafic de vieilles                        | Aunt Ginger                                     | Showtime | 23 janvier 2011             | 0,90                                 |
| 4            | Casey Casden                              | Casey Casden                                    | Showtime | 30 janvier 2011             | 1,11                                 |
| 5            | Les trois garçons                         | Three Boys                                      | Showtime | 6 février 2011              | 0,95                                 |
| 6            | Carl le tueur                             | Killer Carl                                     | Showtime | 13 février 2011             | 1,01                                 |
| 7            | Frank Gallagher: mari aimant, père dévoué | Frank Gallagher: Loving Husband, Devoted Father | Showtime | 20 février 2011             | 1,14                                 |
| 8            | C'est le moment de tuer la tortue         | It's Time to Kill the Turtle                    | Showtime | 27 février 2011             | 0,92                                 |
| 9            | Mais à la fin il cogna                    | But At Last Came a Knock                        | Showtime | 6 mars 2011                 | 1,14                                 |
| 10           | Nana Gallagher a eu une liaison           | Nana Gallagher Had an Affair                    | Showtime | 13 mars 2011                | 1,12                                 |
| 11           | La fille à son papa                       | Daddyz Girl                                     | Showtime | 20 mars 2011                | 1,10                                 |
| 12           | Papa Frank, plein de grâce                | Father Frank, Full of Grace                     | Showtime | 27 mars 2011                | 1,16                                 |